# Бджолоїдка сомалійська
Бджолоїдка сомалійська (Merops revoilii) — вид сиворакшоподібних птахів родини бджолоїдкових (Meropidae).

## Поширення
Вид поширений в Сомалі, Кенії та на півдні Ефіопії. Мешкає у саванах та відкритих лісах з домінуванням чагарників акації та комміфори.

## Опис
Дрібний птах, завдовжки 16-18 см. Вага 12-15 г. Голова, задня частина шиї, спина і крила зелені. Хвіст блакитно-зелений. Від дзьоба до ока і трохи далі тягнеться чорна смуга. Над оком є синя брова. Щоки, підборіддя та горло білі. Груди та черево коричневого кольору. Дзьоб довгий, зігнутий, чорного кольору. Очі червонувато-коричневі. Ноги темно-сірі.

## Спосіб життя
Раціон складається в основному з бджіл, але вона також полює на інших літаючих комах. У Кенії розмножується з березня по червень. Гніздиться в колоніях. Гнізда облаштовує у норах, які риє в піщаних урвищах, ярах або берегах.